# Келуд
Келуд (на индонезийски: Kelud) е стратовулкан в източната част на остров Ява в Индонезия.
Той е част от Зондската дъга и, подобно на много други вулкани в региона, е известен с масивните си изригвания - повече от 30 през последното хилядолетие. Последното изригване от 13 февруари 2014 година унищожава купол с диаметър 400 метра, като на негово място се образува кратер с дълбочина 30 до 50 метра.